# Ракитец
Ракитец (мкд. Ракитец) је насеље у Северној Македонији, у југоисточном делу државе. Ракитец је у саставу општине Конче.

## Географија
Ракитец је смештен у југоисточном делу Северне Македоније. Од најближег града, Радовишта, насеље је удаљено 20 km јужно.
Насеље Ракитец се налази у историјској области Лукавица. Насеље је положено у долини реке Криве Лукавице, на приближно 500 метара. Долина је затворена планинама - ка југу се издиже Градешка планина, а ка истоку Смрдеш.
Месна клима је континентална, са утицајем Егејског мора (жарка лета).

## Становништво
Ракитец је према последњем попису из 2002. године имао 519 становника.
Претежно становништво су етнички Македонци. 
Већинска вероисповест месног становништва је православље.